# Palaeodictyna
Genre
Palaeodictyna est un genre fossile d'araignées aranéomorphes de la famille des Dictynidae.

## Distribution
Les espèces de ce genre ont été découvertes dans de l'ambre de la République dominicaine. Elles datent du Néogène.

## Liste des espèces
Selon The World Spider Catalog 17.0 :
- †Palaeodictyna intermedia Wunderlich, 1988
- †Palaeodictyna longispina Wunderlich, 1988
- †Palaeodictyna singularis Wunderlich, 1988
- †Palaeodictyna spiculum Wunderlich, 1988
- †Palaeodictyna termitophila Wunderlich, 1988
- †Palaeodictyna unispina Wunderlich, 1988

## Publication originale
- (en) Wunderlich, 1988 : Die fossilen Spinnen im dominikanischen Bernstein. Beiträge zur Araneologie, vol. 2, p. 1–378.